# 山井湧
山井 湧（やまのい ゆう、1920年7月22日 - 1990年4月16日）は、中国思想学者、東京大学名誉教授。

## 経歴
1020年、兵庫県生まれ。中学四修で第一高等学校に入学した。卒業後は東京帝国大学支那哲学科に進学したが、1942年に学徒出陣のためを繰り上げ卒業。軍隊では内地勤務であったため、戦後いち早く復員し、大学に戻った。
長く特別研究生、都立高校教諭としての勤務を経て、母校である東京大学文学部中国哲学研究室助手となった。1962年に中央大学助教授として着任。1964年、東京大学文学部助教授に就任。1971年に教授昇進。1981年に東京大学を定年退官し、名誉教授となった〔疑問ありーノート参照〕。その後は大東文化大学教授として教鞭をとり、文学部長も務めた。学界では、第12代目の日本中國学会理事長を務めた。

## 研究内容・業績
- 専門は中国思想史で、明末・清初の思想を研究テーマとした。すなわち中国近世へ向かう過渡期の思想的特徴を把握しようとした。

## 家族・親族
- 江戸時代荻生徂徠の弟子山井崑崙の末裔にあたる。
- 東京帝国大学教授（中国文学）塩谷温の甥に当たる。

## 著作

### 著書
- 『全釈漢文大系 22　孫子・呉子』集英社 1975
- 山井湧『明清思想史の研究』東京大学出版会、1980年。doi:10.11501/12290380。 NCID BN00436883。全国書誌番号:81012996。
- 『人類の知的遺産 33 黄宗羲』講談社 1983
- 『中国思想概論』高文堂出版社 1986

### 編著
- 『気の思想 中国における自然観と人間観の展開』小野沢精一・福永光司・山井湧編 東京大学出版会 1978年